# Pyromani
Pyromani (av grekiskans πῦρ pyr, "eld" och μανία mania, "galenskap") eller mordbrandsmani, är en impulskontrollstörning som yttrar sig i en obetvinglig impuls att tända eld på saker, att utan personliga hämnd- eller politiska motiv mot den drabbade framkalla eldsvåda eller mordbrand, samt en enorm fascination för eld.

## Kännetecken
Pyromani är en impulskontrollstörning, och impulsen är därför förknippad med en "kick" och lättnadskänsla efter att ha givit vika för den. Den kännetecknas av att en person upprepade gånger tänder eld på saker, utan att personen gör det för att vinna något på det annat än den känslomässiga "kicken". Personen har vanligen ett påfallande intresse för eld och bränder (fix idé), och ibland också brandrelaterade företeelser och objekt (brandbilar, brandsläckning). Att orsaka bränder är vid pyromani en impuls som inte kan kontrolleras, som ett slags beroende, utan att det sker till följd av hallucinationer eller vanföreställningar (som vid psykoser). I de flesta fall är personen dock fullt medveten om vad de gör.
Till skillnad från vid uppförandestörning har personen inte någon annan kriminell belastning, och visar heller ingen aggressivitet. Personer med antisocial personlighetsstörning kan av olika skäl, ofta personliga, tända eld på saker men saknar skuldkänsla; personer med pyromani däremot kan känna ånger och ångest efter bränderna. Sådan ånger och ångest ingår i sjukdomsbilden, och är inget belägg för att beteendet upphört.